# Wassu
Wassu är en ort i Gambia. Den ligger i regionen Central River, i den östra delen av landet, 190 km öster om huvudstaden Banjul. Antalet invånare var 2 295 vid folkräkningen 2013.
I Wassu finns elva av stencirklarna i Senegambia och ett tillhörande museum.